# 장즈제
장즈제(중국어 간체자: 张志杰, 정체자: 張志傑, 병음: Zhāng Zhìjié, 2007년 1월 30일 ~ 2024년 6월 30일)는 중화인민공화국의 배드민턴 선수였다. 사망하기 전 2024년 배드민턴 아시아 주니어 선수권 대회에 중국 대표로 출전했다.

## 경력
장즈제는 2024년 네덜란드 주니어 인터내셔널(2024 Dutch Junior International)에서 동료 중국 선수 후저안을 21–10, 11–21, 13–21로 이기고 우승했다. 장즈제는 계속해서 2024년 독일 주니어 챔피언십에 진출한 후 왕즈쥔에게 13–21, 21–16, 16–21로 패했다. 2024년 배드민턴 아시아 주니어 선수권 대회 시상식에서 장즈제의 유니폼이 시상대에 올랐다. 사후에 금상을 받았다.

## 사망
2024년 아시아 주니어 배드민턴 선수권 대회(U-19)에서 가와노 카즈마와 경기를 치쓰던 중, 갑자기 쓰러진 후 심장마비로 사망하였다.